# Родуэй, Леонард
Леонард Родуэй (англ. Leonard Rodway; 1853—1936) — австралийский ботаник и миколог английского происхождения.

## Биография

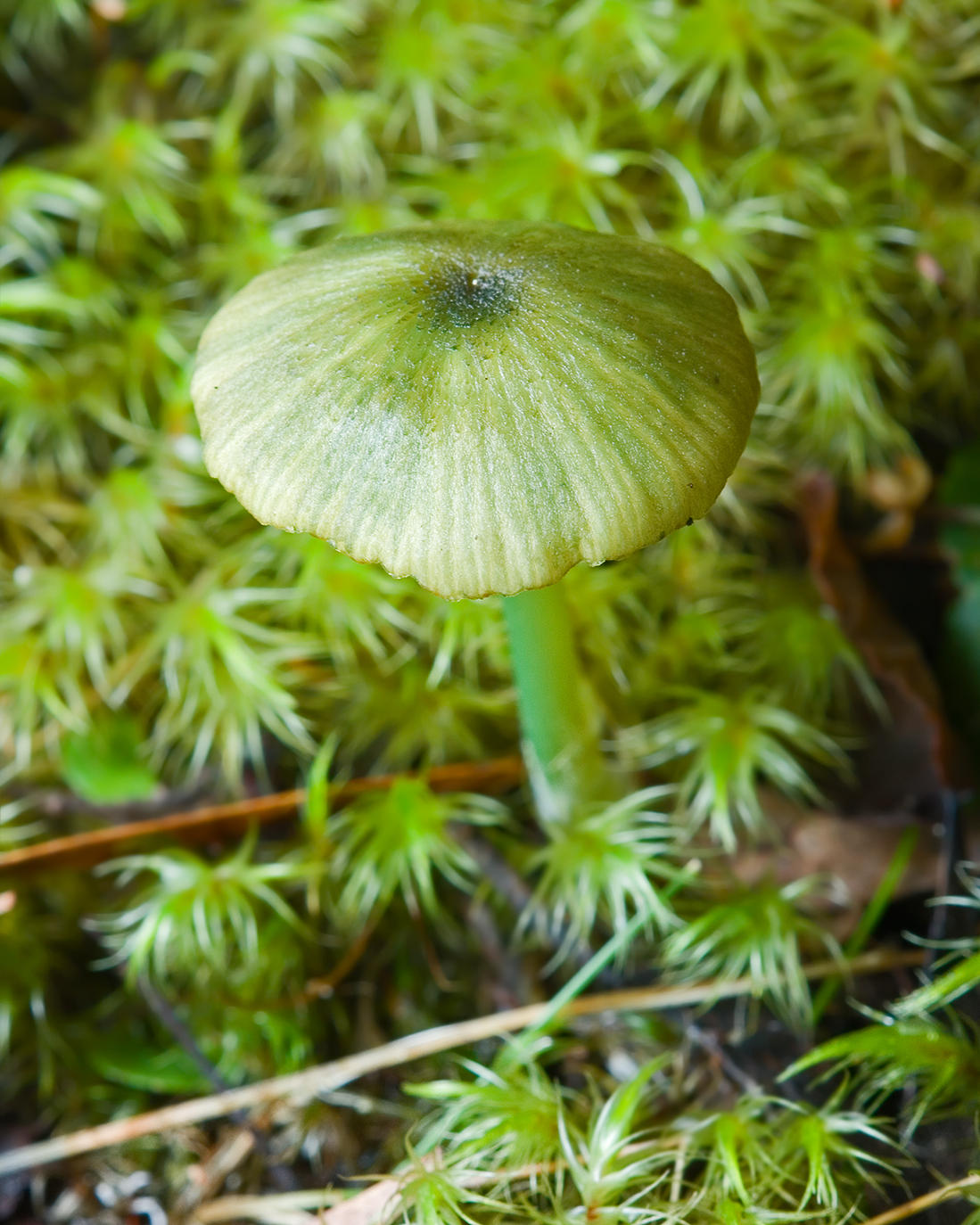
Entoloma rodwayi

Леонард Родуэй родился 5 октября 1853 года в городе Торки на юге Англии. Он был тринадцатым ребёнком в семье дантиста Генри Баррона Родуэя и Элизабет Оллин. Учился в Бирмингеме на моряка, затем решил стать дантистом и начал учиться в Лондоне. В 1878 году получил право работать врачом и переехал в Квинсленд. 19 мая 1879 года Леонард Родуэй женился на Луизе Сьюзан Филлипс, дочери дантиста. С 1884 по 1923 Родуэй работал дантистом в Хобарте. Свободное время он посвящал изучению австралийской флоры. В 1884 году Родуэй был избран в Королевское общество Тасмании. В 1917 году он стал кавалером Ордена Святого Михаила и Святого Георгия. В 1922 году Луиза Сьюзан умерла, и через год Родуэй женился на Олив Барнард, увлекавшейся фотографией. С 1923 по 1929 Леонард преподавал ботанику в Университете Тасмании. В 1924 году Родуэй был удостоен медали Кларка, в 1928 году — медали Королевского общества Тасмании. В 1928 году Родуэй также стал директором только что созданного гербария Тасмании. В 1932 году он ушёл на пенсию, 9 марта 1936 года скончался.

## Некоторые научные работы
- Rodway, L. (1903). The Tasmanian flora. 320 p., 50 pl.
- Rodway, L. (1907). Trees and shrubs of Tasmanian forests, Myrtaceae. 30 p., 22 pl.
- Rodway, L. (1910). Some wild flowers of Tasmania. 119 p., 36 pl.
- Rodway, L. (1914—1916). Tasmanian bryophyta. 2 vols., 163 + 95 p.

## Роды и некоторые виды, названные в честь Л. Родуэя
- Rodwaya Syd. & P.Syd., 1901 [syn.  Gyrodon Opat., 1836]
- Rodwayella Spooner, 1986
- Aizoon rodwayi Ewart, 1908
- Calostoma rodwayi Lloyd, 1925
- Carpha rodwayi W.M.Curtis, 1985
- Danthonia rodwayi C.E.Hubb., 1943 [syn.  Plinthanthesis rodwayi (C.E.Hubb.) S.T.Blake, 1972]
- Deyeuxia rodwayi Vickery, 1940 [syn.  Calamagrostis rodwayi (Vickery) Govaerts, 1999]
- Eucalyptus rodwayi R.T.Baker & H.G.Sm., 1912
- Hygrophorus rodwayi Massee, 1899 [syn.  Hygrocybe rodwayi (Massee) A.M.Young, 1997]
- Hymenogaster rodwayi Massee, 1898 [syn.  Austrogautieria rodwayi (Massee) E.L.Stewart & Trappe, 1985]
- Inonotus rodwayi D.A.Reid, 1957
- Leptonia rodwayi Massee, 1898 [syn.  Entoloma rodwayi (Massee) E.Horak, 1980]
- Mesophellia rodwayi Trappe, Castellano & Malajczuk ex Y.S.Chang & Kantvilas, 1993
- Ozothamnus rodwayi Orchard, 1992
- Poa rodwayi Vickery, 1970
- Schoenus rodwayanus W.Fitzg., 1903
- Secotium rodwayi Massee, 1901 [syn.  Cystangium rodwayi (Massee) A.H.Sm., 1963]
- Thismia rodwayi F.Muell., 1890